# Yaghdan
Yaghdan (in armeno Յաղդան?) è un comune di 354 abitanti (2001) della Provincia di Lori in Armenia.